# Centre de recherche et d'étude pour la diffusion du français
Pour les articles homonymes, voir CREDIF.
Le Centre de recherche et d'étude pour la diffusion du français (CREDIF) est un organisme français public de recherche scientifique créé en 1959 et dissous en 1996. Rattaché à l'École normale supérieure de Saint-Cloud, il avait pour objet d'effectuer des recherches et des publications sur l'enseignement du français langue étrangère.

## Histoire
Le CREDIF a été créé en 1959 sur la base du Centre d'étude du français élémentaire sous la direction des linguistes Georges Gougenheim et Paul Rivenc. Son objet initial était de repondre à une demande ministérielle d'établir une progression lexicale et syntaxique facilitant la diffusion du français à l'étranger, à partir d'un corpus d'énoncés oraux. Cette recherche initialement désignée sous le nom de français élémentaire est publiée sous le titre de français fondamental.
Le rôle du CREDIF est particulièrement important jusqu'au milieu des années 1980, où il est un des seuls en France, avec le Bureau pour l’enseignement de la langue et de la civilisation françaises à l’étranger (BELC), à mener des recherches sur ces sujets.
La création des filières universitaires de français langue étrangère (FLE) le banalise et le ministère le supprime en 1996, ses chercheurs étant répartis dans d'autres unités de l'ENS ou partant dans diverses universités.

### Liste des directeurs
- Georges Gougenheim
  - Paul Rivenc (directeur adjoint)
- Jacques Cortès (1977-1986)
  - Victor Ferenczi (directeur adjoint)
- Louis Porcher
- Daniel Coste

## Publications
Le CREDIF a été à l'origine de nombreuses publications, notamment dans le cadre de la collection LAL éditée par Hatier/Didier.